# Frozen Fever
Frozen Fever (prt: Festa Frozen: O Reino do Gelo; bra: Frozen: Febre Congelante) é um curta-metragem de animação estado-unidense de fantasia musical com sete minutos de duração, realizado por Chris Buck e Jennifer Lee e produzido pela Walt Disney Animation Studios. Situado um ano após os eventos de Frozen, conta a história da festa de aniversário de Anna, feita por Elsa, Kristoff e Olaf. Foi protagonizado por Kristen Bell, Idina Menzel, Jonathan Groff e Josh Gad.
Frozen Fever foi anunciado pela primeira vez pelo chefe criativo da Disney, John Lasseter, em setembro de 2014. Nos Estados Unidos, o filme estreou em 13 de março de 2015, juntamente com Cinderella, em Portugal em 19 de março de 2015 e no Brasil em 26 de março do mesmo ano. Recebeu uma recepção positiva dos críticos, juntamente com elogios para a canção "Making Today a Perfect Day", de Robert Lopez e Kristen Anderson Lopez.

## Enredo
Elsa e Kristoff estão preparando uma festa de aniversário surpresa para Anna, e para ela encontrar a surpresa, terá que seguir um fio vermelho. No entanto, Elsa pega um resfriado, que faz com que seus poderes "causem um pouco de confusão". Ela acaba criando pequenos bonecos de neve sem perceber quando espirra, e os bonequinhos começam a destruir a decoração do aniversário, enquanto Kristoff e Olaf tentam impedi-los. Enquanto Elsa leva Anna na caça aos presentes, Kristoff, Sven e Olaf tentam controlar os bonequinhos e corrigir as decorações a tempo para o retorno de Anna e Elsa. Após Elsa quase cair da torre do relógio, Anna a convence a descansar. Enquanto Anna aproveita a festa surpresa, Elsa espirra uma bola de neve gigante através de uma trompa alpina, que acerta Hans na prisão. Depois que Elsa descansa na cama sob os cuidados de sua irmã, Olaf, Kristoff e Sven escoltam os bonequinhos de neve ao palácio de gelo de Elsa, onde eles ficam com o seu porteiro de neve, o gigante 'Marshmallow'.

## Elenco
- Kristen Bell como Anna, Princesa de Arendelle e irmã mais nova de Elsa.[2] No Brasil, Erika Menezes (diálogos) e Gabi Porto (canções).[11]
- Idina Menzel como Elsa, Rainha de Arendelle e irmã mais velha de Anna.[2] No Brasil, Taryn Szpilman.[11] Em Portugal, Maria Camões.[12]
- Jonathan Groff como Kristoff, um geleiro que é sempre acompanhado pela rena Sven.[2] No Brasil, Raphael Rossatto.[13]
- Josh Gad como Olaf, um boneco de neve que sonha em experimentar e saber como é o verão.[2] No Brasil, Fábio Porchat.[11] Em Portugal, Bruno Ferreira.[14]
- Chris Williams como Oaken, o proprietário do Armazém do Carvalho Errante e Sauna. No Brasil, Mauro Ramos.[15]
- Santino Fontana como Hans,[16] o homem traiu Anna no primeiro filme de Frozen. No Brasil, Olavo Cavalheiro.[15]
- Paul Briggs como Marshmallow,[17] o monstro de neve criado por Elsa para que Anna e Kristoff fossem embora do castelo.
- Outras personagens: Sven, rena de Kristoff, e os Snowgies, pequenos bonecos de neve.[18]

## Produção
Em 2 de setembro de 2014, durante a emissão de The Story of Frozen: Making a Disney Animated Classic no canal ABC, o diretor criativo da Walt Disney Animation Studios, John Lasseter, anunciou que um curta-metragem de Frozen com uma nova canção seria lançado brevemente. No mesmo dia, a revista Variety anunciou que o curta seria lançado na primavera de 2015, sob o título de Frozen Fever, com Lee e Buck regressando como cineastas, Peter Del Vecho como produtor e uma nova canção de Robert Lopez e Kristen Anderson-Lopez. O resumo do curta foi: "...é o aniversário de Anna, e Elsa e Kristoff estão determinados a dar-lhe a melhor festa de sempre, mas os poderes de Elsa podem causar uma pequena confusão." Olaf, o boneco de neve, também participaria do curta. Em uma entrevista em outubro, Idina Menzel revelou que o elenco já havia gravado a parte vocal: "Nós acabamos de trabalhar no curta de Frozen." Em 3 de dezembro de 2014, foi anunciado que Aimee Scribner seria a coprodutora e que Frozen Fever estrearia nos cinemas norte-americanos junto com o filme Cinderella, da Walt Disney Pictures, em 13 de março de 2015. Em dezembro, os cineastas disseram ao Associated Press: "Há algo mágico sobre essas personagens, esse elenco e essa música, sentimos isso novamente. Felizmente, o público poderá desfrutar o curta que estamos fazendo, foi muito divertido." Na mesma época, Dave Metzger, que trabalhou na orquestração de Frozen, revelou que ele já estava trabalhando em Frozen Fever.
Frozen Fever foi renderizado através do sistema Hyperion, um novo sistema de renderização desenvolvido pela Walt Disney Animation Studios para o filme Big Hero 6.
O curta apresenta a canção "Making Today a Perfect Day", composta por Lopez e Anderson-Lopez.  Na estreia de ambos os filmes Cinderella e Frozen Fever, no El Capitan Theatre, em Hollywood em 1 de março de 2015, Josh Gad brincou, desculpando-se com os pais de todo mundo por desencadear outra canção viciante de Frozen para as crianças. A esposa de Gad disse que ele ainda estava cantarolando dois dias depois de ter gravado suas falas.
Em março de 2015, numa entrevista com BuzzFeed, os cineastas revelaram que a Disney Animation tinha dado o prazo até abril de 2014, sobre a possibilidade de um curta-metragem de Frozen. Eles estavam analisando as possibilidades, e tentando entender por que Frozen tornou-se um sucesso tão grande, mas concordaram em iniciar debates sobre a possível história. Após as primeiras discussões sobre Olaf, o artista Marc Smith lançou a ideia do que aconteceria se Elsa tivesse um resfriado, que acabou sendo o enredo do curta-metragem.

## Lançamento e recepção
Frozen Fever foi lançado juntamente com Cinderela em 13 de março de 2015. Depois foi lançado em Digital HD em 11 de agosto de 2015. Está presente na coleção Walt Disney Animation Studios Short Films em blu-ray, lançada em 18 de agosto de 2015. Também foi incluído no blu-ray, DVD e versões HD digitais de Cinderela em 15 de setembro de 2015. Em 9 de novembro de 2015, foi lançada uma cópia sua exclusiva em DVD, pelas lojas Tesco no Reino Unido.
Claudia Puig do USA Today, avaliou o curta e deu-lhe três estrelas de quatro, descrevendo a nova canção ("Making Today a Perfect Day") como "agradável". Ela concluiu que, embora o curta "não seja tão divertido e inventivo como o original, ainda é um deleite para ver um conto abreviado dessas duas irmãs em um spin-off bondoso."  Natalie Jamieson, escritora do BBC News, disse que a nova canção era "cativante e divertida". Ket Smith do The Hollywood News disse que "as crianças vão adorar" os efeitos dos espirros de Elsa, mas considerou que a canção "Making Today a Perfect Day" não era tão "atrativa" como "Let It Go." Robbie Collin, do The Daily Telegraph, elogiou a canção "Making Today a Perfect Day", afirmando que é "uma confecção saborosa, polvilhada com puro açúcar, e sugere que os compositores Robert Lopez e Kristen Anderson-Lopez são capazes de trazer algo especial para a sequência em longa-metragem de Frozen."
O jornalista da Veja, Miguel Barbieri Jr., disse que ficou decepcionado com o curta e que "a história, mesmo sendo um curta-metragem, é banal se comparada à do original."